# Litsea meyeri
Litsea meyeri är en lagerväxtart som beskrevs av André Joseph Guillaume Henri Kostermans. Litsea meyeri ingår i släktet Litsea och familjen lagerväxter. Inga underarter finns listade i Catalogue of Life.